# Murcielagos Island
Murcielagos Island ist eine unbewohnte Insel der Philippinen im Südosten der Sulusee in der philippinischen Provinz Zamboanga del Norte.

## Geographie
Die von einer dichten Vegetation bewachsene Insel liegt rund neun Kilometer nordwestlich der Küstenstadt Labason auf der Insel Mindanao. Murcielagos Island befindet sich im Südosten eines ovalen Korallenriffs, welches auch das nahe gelegene Eiland Bayangan Island (8° 7′ N, 122° 26′ O) einschließt.

## Naturschutzgebiet
Die Landfläche der Inseln bildet gemeinsam mit den sie umgebenden Riff- und Meeresflächen das Schutzgebiet Murcielagos Island Protected Landscape/Seascape, ein kombiniertes Naturschutz- und Meeresschutzgebiet. Es wurde durch den Präsidentenerlass Nr. 281 am 23. April 2000 eingerichtet und umfasst eine Fläche von 100 Hektar und eine umgebende Pufferzone von 151 Hektar.

## Sonstiges
Die Insel gehört zum Verwaltungsgebiet der Großstadt Labason. Sie kann per Boot vom Fischereihafen in Labason aus erreicht werden. Murcielagos Island ist ein wichtiger Rastplatz und Überwinterungsquartier für Zugvögel in der Region.